# La Boîte magique (film, 1951)
Pour les articles homonymes, voir La Boîte magique.
Pour plus de détails, voir Fiche technique et Distribution.
La Boîte magique (titre original : The Magic Box) est un film britannique réalisé par John Boulting, sorti en 1951.
Ce film, commandité et produit à l'occasion du Festival of Britain, raconte la vie de l'un des pionniers du cinéma en Grande-Bretagne, William Friese-Greene (1855-1921).

## Synopsis
Un assistant photographe décide de s'installer à son compte avec l'idée de produire des images animées, mais son entreprise est ruinée et il doit rembourser ses créanciers.

## Fiche technique
- Titre original : The Magic Box
- Réalisation : John Boulting
- Assistants-réalisateur : Cliff Owen, Max Varnel
- Scénario : Ray Allister, Eric Ambler
- Photographie : Jack Cardiff
- Montage : Richard Best
- Musique : William Alwyn
- Direction artistique : T. Hopewell Ash
- Décors : Dario Simoni
- Costumes : Julia Squire
- Son : Herbert J. Bird, Harold V. King
- Scripte : June Faithfull
- Producteur : Ronald Neame
- Société de production :  Festival Film Productions
- Société(s) de distribution :  British Lion Film Corporation (Royaume-Uni), Arthur Mayer-Edward Kingsley (États-Unis), Rank Film (Italie)
- Pays de production :  Royaume-Uni
- Langue de tournage : Anglais
- Métrage : 3 258 mètres
- Format : Couleur (Technicolor) — 35 mm — 1,37:1 — Son : Mono (RCA Sound System)
- Genre : Film dramatique, Film biographique, Film historique
- Durée : 118 minutes
- Dates de sortie :
  - Royaume-Uni : décembre 1951 : (Angleterre)
  - États-Unis : 22 septembre 1952
  - France : 19 mai 2002 (Festival de Cannes)

## Distribution
- Robert Donat : William Friese-Greene
- Renée Asherson : Miss Tagg
- Richard Attenborough : Jack Carter
- Robert Beatty : Lord Beaverbrook
- Edward Chapman : le père
- John Charlesworth : Graham Friese-Greene
- Roland Culver : 1st Company Promoter
- John Howard Davies : Maurice Friese-Greene
- Michael Denison : Reporter
- Joan Dowling : Maggie
- Henry Edwards : Butler at Fox Talbot's
- Mary Ellis : Mrs. Nell Collings
- Marjorie Fielding : Elderly Viscountess
- Robert Flemyng : Docteur
- Leo Genn : Maida Vale Doctor
- Marius Goring : House Agent
- Everley Gregg : la mère
- Joyce Grenfell : Mrs. Claire
- Kathleen Harrison : Mother in Family Group
- William Hartnell : Sergent
- Joan Hickson : Mrs. Stukely
- Stanley Holloway : Broker's Man
- Michael Hordern : Official Receiver
- Jack Hulbert : 1st Holborn Policeman
- Sid James : Sergent
- Glynis Johns : May Jones
- Mervyn Johns : Goitz
- Margaret Johnston : Edith Friese-Greene
- Barry Jones : Docteur
- Peter Jones : Industry Man
- James Kenney : Kenneth Friese-Greene
- Herbert Lomas : Warehouse Manager
- John Longden
- Bessie Love
- Miles Malleson : Chef d'orchestre
- Muir Mathieson : Sir Arthur Sullivan
- A.E. Matthews : Gentleman
- Bernard Miles : Cousin Alfred
- Richard Murdoch
- John McCallum
- David Oake : Claude Friese-Greene
- Alan Gifford : Industriel
- Laurence Olivier
- Peter Ustinov

Caméo
- Oda Slobodskaya, comme soliste au concert de Bath

## Récompenses et distinctions
- Le film a été nommé pour le titre de meilleur film britannique de l'année lors de la 5e cérémonie des British Academy Film Awards en 1952[1].

## Autour du film
- Le film a été tourné aux studios d'Elstree, à Borehamwood, dans le Hertfordshire.